# 村上フレンツェル玲
村上 フレンツェル 玲（むらかみ フレンツェル れい、1994年 - ）は、一般財団法人村上財団の代表理事である。
投資家の村上世彰の次女。姉は村上絢。

## 経歴
カナダの高校を経て慶應義塾大学法学部政治学科を卒業後、三菱商事エネルギーグループ石油本部に入社。INSEAD（欧州経営大学院）にて経営学修士を取得。ハーバード大学公共政策大学院、エグゼクティブ養成プログラムに在籍。
2022年1月、姉、村上絢の意志を継ぎ、一般財団法人村上財団の代表理事に就任。
2022年8月、「政治家を志す10〜30代のパブリックリーダー塾」を一般財団法人村上財団で立ち上げた。
INSEAD（欧州経営大学院）の同級生との結婚を機に、2022年11月、村上玲から村上フレンツェル玲に改名。